# Carlos Aguilar Camargo
Carlos Mauricio Aguilar Camargo (Camargo, Chihuahua, México; 6 de marzo de 1948) es un político mexicano miembro del Partido Acción Nacional.

## Biografía
Nacido el 6 de marzo de 1948 en Camargo, Chihuahua. Estudió la carrera de Ingeniero Agrónomo zootecnista en la Universidad Autónoma de Chihuahua, graduándose en 1973. Primeramente, después de finalizar sus estudios, se dedicó a la actividad empresarial y frutícola en su región, siendo presidente de la Asociación Agrícola de Ciudad Camargo y desempeñándose como funcionario en Banrural.
Se afilió al Partido Acción Nacional en 1968, siendo candidato a presidente municipal del Municipio de Camargo en las elecciones de 1980, perdiendo ante el candidato del Partido Revolucionario Institucional, Primitivo Campos, a quien posteriormente se le acusó de realizar un fraude electoral. En 1983, repitió como candidato a Presidente Municipal para las elecciones de ese año, durante las cuales estuvo a punto de ser asesinado el 28 de junio de 1983, tras un atentado que dejó varios muertos. No obstante eso, Carlos logró ganar la elección y así convertirse en el primer alcalde de oposición en Camargo.
En 1988, fue candidato a diputado federal por el Distrito 6 con cabecera en Camargo, resultado perdedor ante el candidato del Revolucionario Institucional, Arturo Armendáriz Delgado, pero siendo elegido diputado plurinominal para la LIV Legislatura. Posteriormente, en las elecciones de 1992 fue elegido por segunda ocasión Presidente Municipal de Camargo, cargo que ejerció hasta 1995. En ese mismo año, tomó protesta como diputado plurinominal al Congreso de Chihuahua para la LVIII Legislatura.
De 2001 pasó a desempeñarse como delegado de Secretaría de Agricultura, Ganadería, Desarrollo Rural, Pesca y Alimentación (SAGARPA) en el estado de Chihuahua, cargo en el que duró hasta 2012.